# Lepidopsetta mochigarei
Lepidopsetta mochigarei is een straalvinnige vissensoort uit de familie van schollen (Pleuronectidae). De wetenschappelijke naam van de soort is voor het eerst geldig gepubliceerd in 1911 door Snyder.